# 안가르스크
안가르스크(러시아어: Анга́рск)는 러시아의 시베리아 남동부에 있는 도시이다. 행정상으로는 이르쿠츠크주에 속해 있다.

## 개요
인구는 약 25만 명이다. 시베리아 철도가 통과하고, 모스크바로부터는 약 4000 km, 주도인 이르쿠츠크까지는 40 km에 있다. 안가르강이 흐르고 있다.
제2차 세계 대전뒤에는 독일군 포로에 의해서 건설이 되었다.

## 산업
근교에는 대규모 유전이 있고, 석유화학 콤비나트(combinat)가 건설되었고 원자력 발전소도 완공되어 있다.
현재 안가르스크로부터 바이칼호의 북측을 경유해서 동해 연안의 나홋카에 이르는 전체 길이 약 4000 km의 시베리아 횡단 파이프라인 계획이 검토되고 있다. 이 루트를 통해서 동시베리아로부터의 원유 수입을 목표로 하는 일본은 러시아에 대해 자료를 요구하고 양국간에 최대 규모의 경제협력을 원하고 있지만, 중국은 헤이룽장성까지의 루트 건설을 요구하고 있기 때문에 3국간의 외교 교섭이 계속 진행되고 있다.

## 자매 도시
- 러시아 미티시
- 중국 진저우시